# Clausen-Funktion

Graph der Clausen-Funktion (rot) und (grün)

In der Mathematik ist die Clausen-Funktion (nach Thomas Clausen) durch das folgende Integral definiert:
{\displaystyle \operatorname {Cl} _{2}(\theta )=-\int _{0}^{\theta }\log |2\sin(t/2)|\,\mathrm {d} t.}

## Allgemeine Definition
Allgemeiner definiert man für komplexe {\displaystyle s} mit {\displaystyle \operatorname {Re} (s)>1}:
{\displaystyle \operatorname {Cl} _{s}(\theta )=\sum _{n=1}^{\infty }{\frac {\sin(n\theta )}{n^{s}}}=\sin(\theta )+{\frac {\sin(2\theta )}{2^{s}}}+{\frac {\sin(3\theta )}{3^{s}}}+{\frac {\sin(4\theta )}{4^{s}}}+\cdots }
Diese Definition kann auf der gesamten komplexen Ebene analytisch fortgesetzt werden.

## Verallgemeinerte Definition

Beispiele von Glaisher-Clausen-Funktionen im Intervall.

Beispiele von Standard-Clausen-Funktionen im Intervall.

Eine verallgemeinerte Definition der Clausen-Funktionen für lautet:
{\displaystyle \operatorname {Cl_{z}} \left(\theta \right)={\begin{cases}\operatorname {S_{z}} \left(\theta \right)=\sum _{k=1}^{\infty }{\frac {\sin \left(k\cdot \theta \right)}{k^{z}}}\\\operatorname {C_{z}} \left(\theta \right)=\sum _{k=1}^{\infty }{\frac {\cos \left(k\cdot \theta \right)}{k^{z}}}\\\end{cases}}}
Clausen-Funktionen der Form {\displaystyle \operatorname {S_{z}} \left(\theta \right)=\sum _{k=1}^{\infty }{\frac {\sin \left(k\cdot \theta \right)}{k^{z}}}} sind Glaisher-Clausen-Funktionen (nach James Whitbread Lee Glaisher) und {\displaystyle \operatorname {C_{z}} \left(\theta \right)=\sum _{k=1}^{\infty }{\frac {\cos \left(k\cdot \theta \right)}{k^{z}}}} sind Standard-Clausen-Funktionen.

## Beziehung zum Polylogarithmus
Die Clausen-Funktion steht in Beziehung zum Polylogarithmus:
{\displaystyle \operatorname {Cl} _{s}(\theta )=\operatorname {Im} (\operatorname {Li} _{s}(e^{i\theta }))}.

## Kummers Beziehung
Ernst Kummer und Rogers führen folgende für {\displaystyle 0\leq \theta \leq 2\pi } gültige Beziehung an:
{\displaystyle \operatorname {Li} _{2}(e^{i\theta })=\zeta (2)-\theta (2\pi -\theta )/4+i\operatorname {Cl} _{2}(\theta )}

## Beziehung zu den Dirichlet L-Funktionen
Für rationale Werte von {\displaystyle \theta /\pi } kann die Funktion {\displaystyle \sin(n\theta )} als periodischer Orbit eines Elementes einer zyklischen Gruppe aufgefasst werden. Folglich kann {\displaystyle \operatorname {Cl} _{s}(\theta )} als einfache Summe aufgefasst werden, welche die hurwitzsche Zeta-Funktion beinhaltet. Das erlaubt es, Beziehungen zwischen bestimmten dirichletschen L-Funktionen einfach zu berechnen.

## Die Clausen-Funktion als eine Regularisierungs-Methode
Die Clausen-Funktion kann auch als Methode betrachtet werden, um folgenden divergenten Fourier-Reihen eine Bedeutung zu geben:
{\displaystyle \sin(\theta )+2\sin(2\theta )+3\sin(3\theta )+\dots }
was mit {\displaystyle \operatorname {Cl} _{-1}(\theta )} bezeichnet werden kann. Durch Integration erhält man:
{\displaystyle \cos(\theta )+\cos(2\theta )+\cos(3\theta )+\dots =-\int d{\theta }\operatorname {Cl} _{-1}(\theta )}
Dieses Ergebnis kann durch analytische Fortsetzung für alle negativen {\displaystyle s} verallgemeinert werden.

## Reihenentwicklung
Eine Reihenentwicklung für die Clausen-Funktion (für {\displaystyle |\theta |<2\pi }) ist
{\displaystyle {\frac {\operatorname {Cl} _{2}(\theta )}{\theta }}=1-\log |\theta |+\sum _{n=1}^{\infty }{\frac {\zeta (2n)}{n(2n+1)}}\left({\frac {\theta }{2\pi }}\right)^{2n}{\text{.}}}
{\displaystyle \zeta (s)} ist dabei die riemannsche Zeta-Funktion. Eine schneller konvergierende Reihe ist
{\displaystyle {\frac {\operatorname {Cl} _{2}(\theta )}{\theta }}=3-\log \left[|\theta |\left(1-{\frac {\theta ^{2}}{4\pi ^{2}}}\right)\right]-{\frac {2\pi }{\theta }}\log \left({\frac {2\pi +\theta }{2\pi -\theta }}\right)+\sum _{n=1}^{\infty }{\frac {\zeta (2n)-1}{n(2n+1)}}\left({\frac {\theta }{2\pi }}\right)^{2n}{\text{.}}}
Die Konvergenz wird dadurch sichergestellt, dass {\displaystyle \zeta (n)-1} für große {\displaystyle n} schnell gegen 0 konvergiert.

## Spezielle Werte

### Allgemeine Spezielle Fälle
Einige Spezialfälle sind gegeben durch:
{\displaystyle {\begin{aligned}\operatorname {S_{1}} \left(\theta \right)&={\frac {1}{2}}\cdot \pi -{\frac {1}{2}}\cdot \theta \\\operatorname {S_{3}} \left(\theta \right)&={\frac {1}{6}}\cdot \pi ^{2}\cdot \theta -{\frac {1}{4}}\cdot \pi \cdot \theta ^{2}+{\frac {1}{12}}\cdot \theta ^{3}\\\operatorname {S_{5}} \left(\theta \right)&={\frac {1}{90}}\cdot \pi ^{4}\cdot \theta -{\frac {1}{36}}\cdot \pi ^{2}\cdot \theta ^{3}+{\frac {1}{48}}\cdot \pi \cdot \theta ^{4}-{\frac {1}{240}}\cdot \theta ^{5}\\\operatorname {C_{2}} \left(\theta \right)&={\frac {1}{6}}\cdot \pi ^{2}\cdot \theta -{\frac {1}{2}}\cdot \pi \cdot \theta +{\frac {1}{4}}\cdot \theta ^{2}\\\operatorname {C_{4}} \left(\theta \right)&={\frac {1}{90}}\cdot \pi ^{4}\cdot \theta -{\frac {1}{12}}\cdot \pi ^{2}\cdot \theta ^{2}+{\frac {1}{12}}\cdot \pi \cdot \theta ^{3}-{\frac {1}{48}}\cdot \theta ^{4}\\\end{aligned}}}
(für {\displaystyle 0\leq \theta \leq 2\cdot \pi })
Weitere Spezialfälle sind:
{\displaystyle {\begin{aligned}\operatorname {S_{n}} \left(\theta \right)&={\frac {i}{2}}\cdot \left[\operatorname {Li_{n}} \left(\exp \left(-\theta \cdot i\right)\right)-\operatorname {Li_{n}} \left(\exp \left(\theta \cdot i\right)\right)\right]\\\operatorname {C_{n}} \left(\theta \right)&={\frac {1}{2}}\cdot \left[\operatorname {Li_{n}} \left(\exp \left(-\theta \cdot i\right)\right)+\operatorname {Li_{n}} \left(\exp \left(\theta \cdot i\right)\right)\right]\\\end{aligned}}}
wobei {\displaystyle \operatorname {Li_{n}} } der Polylogarithmus ist,
{\displaystyle \operatorname {Ti_{2}} \left(\tan \left(\theta \right)\right)=\theta \cdot \log \left(\tan \left(\theta \right)\right)+{\frac {1}{2}}\cdot \operatorname {Cl_{2}} \left(2\cdot \theta \right)+{\frac {1}{2}}\cdot \operatorname {Cl_{2}} \left(\pi -2\cdot \theta \right)}
für {\displaystyle 0\leq \tan \left(\theta \right)\leq 1} wobei {\displaystyle \operatorname {Ti_{2}} } das Arkustangensintegral ist,
{\displaystyle \operatorname {Cl} _{2}(2\pi z)=2\pi \log \left({\frac {G(1-z)}{G(1+z)}}\right)+2\pi z\log \left({\frac {\pi }{\sin \pi z}}\right)}
{\displaystyle \operatorname {Cl} _{2}(2\pi z)=2\pi \log \left({\frac {G(1-z)}{G(z)}}\right)-2\pi \log \Gamma (z)+2\pi z\log \left({\frac {\pi }{\sin \pi z}}\right)}
wobei {\displaystyle G} Barnessche G-Funktion und {\displaystyle \Gamma } die Gammafunktion ist,
{\displaystyle \operatorname {Cl} _{2}(\theta )={\mathcal {L}}s_{2}^{0}(\theta )},
wobei {\displaystyle {\mathcal {L}}s_{2}^{0}} der verallgemeinerte Logsinus {\displaystyle {\displaystyle {\mathcal {L}}s_{n}^{m}(\theta )=-\int _{0}^{\theta }x^{m}\log ^{n-m-1}\left|2\sin {\frac {x}{2}}\right|\,dx}} ist
{\displaystyle \operatorname {Cl} _{s}\left({\frac {\pi }{2}}\right)=\beta (s)}
wobei {\displaystyle \beta (s)} die dirichletsche Beta-Funktion ist.

### Spezifische Fälle
Einige spezielle Werte sind:
{\displaystyle \operatorname {Cl} _{2}\left({\frac {\pi }{2}}\right)=K},
{\displaystyle \operatorname {Cl} _{2}\left({\frac {\pi }{3}}\right)=3\pi \log \left({\frac {G\left({\frac {2}{3}}\right)}{G\left({\frac {1}{3}}\right)}}\right)-3\pi \log \Gamma \left({\frac {1}{3}}\right)+\pi \log \left({\frac {2\pi }{\sqrt {3}}}\right)},
{\displaystyle \operatorname {Cl} _{2}\left({\frac {2\pi }{3}}\right)=2\pi \log \left({\frac {G\left({\frac {2}{3}}\right)}{G\left({\frac {1}{3}}\right)}}\right)-2\pi \log \Gamma \left({\frac {1}{3}}\right)+{\frac {2\pi }{3}}\log \left({\frac {2\pi }{\sqrt {3}}}\right)},
{\displaystyle \operatorname {Cl} _{2}\left({\frac {\pi }{4}}\right)=2\pi \log \left({\frac {G\left({\frac {7}{8}}\right)}{G\left({\frac {1}{8}}\right)}}\right)-2\pi \log \Gamma \left({\frac {1}{8}}\right)+{\frac {\pi }{4}}\log \left({\frac {2\pi }{\sqrt {2-{\sqrt {2}}}}}\right)},
{\displaystyle \operatorname {Cl} _{2}\left({\frac {3\pi }{4}}\right)=2\pi \log \left({\frac {G\left({\frac {5}{8}}\right)}{G\left({\frac {3}{8}}\right)}}\right)-2\pi \log \Gamma \left({\frac {3}{8}}\right)+{\frac {3\pi }{4}}\log \left({\frac {2\pi }{\sqrt {2+{\sqrt {2}}}}}\right)},
{\displaystyle \operatorname {Cl} _{2}\left({\frac {\pi }{6}}\right)=2\pi \log \left({\frac {G\left({\frac {11}{12}}\right)}{G\left({\frac {1}{12}}\right)}}\right)-2\pi \log \Gamma \left({\frac {1}{12}}\right)+{\frac {\pi }{6}}\log \left({\frac {2\pi {\sqrt {2}}}{{\sqrt {3}}-1}}\right)} und
{\displaystyle \operatorname {Cl} _{2}\left({\frac {5\pi }{6}}\right)=2\pi \log \left({\frac {G\left({\frac {7}{12}}\right)}{G\left({\frac {5}{12}}\right)}}\right)-2\pi \log \Gamma \left({\frac {5}{12}}\right)+{\frac {5\pi }{6}}\log \left({\frac {2\pi {\sqrt {2}}}{{\sqrt {3}}+1}}\right)}
wobei K die catalansche Konstante ist.